# El Señor de los Cielos
El señor de los cielos (no Brasil, Senhor dos Céus) é uma série produzida pela Telemundo em parceria com a Argos Comunicación e com a Caracol Televisión (somente em sua primeira temporada).
É protagonizada por Rafael Amaya, Ximena Herrera, Raúl Méndez, Gabriel Porras, Carmen Villalobos, Fernanda Castillo, Marlene Favela, Carmen Aub, Maritza Rodríguez, Sabrina Seara, Matías Novoa, Iván Arana e Isabella Castillo e antagonizada por Robinson Díaz, Mauricio Ochmann (substituído por Alberto Guerra), Sara Corrales, Tommy Vásquez, Leonardo Daniel, Sebastián Caicedo, Mariana Seoane, Miguel Varoni, Emmanuel Esparza, Francisco Gattorno, Roberto Escobar e Eduardo Santamarina e com atuaçãoes estelares de Marisela González, Guy Ecker, Ninel Conde, Alejandro López, Jesús More, Fernando Noriega, Danna García e Fernando Banda e atuaçãoes especiales de Vanessa Villela, Carlos Bardem e Aracely Arámbula e os primeiros atores Lisa Owen, María Conchita Alonso e Héctor Bonilla.

## Sinopse

### Primeira temporada
A telenovela conta a história de Aurélio Casillas, um dos narcotraficantes mais importantes no México nos anos 90. A única ambição de Aurélio era para se tornar o mais poderoso narco do México, não se importando para ser cauteloso e muito menos impressionante. Ele conseguiu para ter fortuna, mulheres, casas, edifícios e mansões sem muito esforço.
Quando era pequeno, Aurélio não sabia ler nem escrever. Ele perdeu o pai desde jovem e teve que sustentar sua família com seu irmão Victor Casillas. Com a ajuda de Daniel Jiménez Arroyo "O Letrudo", Aurélio aprendeu a ler e escrever. Ximena, a mulher de sua vida e mãe de seus 3 filhos: Heriberto (Ruy Senderos), Rutila e Luz Marina, viveu no mundo do tráfico de drogas desde a infância. Seu pai, Don Cleto, foi um dos mais poderosos senhores da droga da época. Aos 15 anos, ela conhece Aurélio e se apaixona perdidamente dele.
Depois de continuar a crescer e ganhar fama e fortuna, Aurelio se torna inimigo do Cartel de los Robles, no qual a irmã mais nova dos Robles, Monica Robles, lida com as finanças de seus irmãos; no entanto, seu lado fraco é a sua paixão secreta por Aurelio. Ela esconde seus sentimentos para não perder o controle e não ser facilmente derrotado por seus inimigos. Quando Aurelio assassina seus dois irmãos, Isidro e Guadalupe, Monica tenta se vingar, mas perde o controle sobre si mesma e continua apaixonada por Aurelio, ajudando-o com os seus crimes no futuro.
Marco Mejia, um policial do México que perdeu o pai por causa de Aurelio, consegue fazer com que o rosto de Casillas seja revelado para a imprensa e notícias da mídia, que o apelido de "Senhor dos Céus". Conhecido o rosto de Aurélio, a polícia e os inimigos começam a atacar a sua organização para lhe tomar o poder completo.
Depois de vários meses, Marco consegue fazer Aurelio cair, explorando suas terras, mansões e jóias. Aurelio, depois de ter sido encurralado, decidir fazer uma operação de rosto, morrendo em uma maca de hospital. No final, Heriberto cumpre a promessa que fez a seu pai antes antes dele morrer, e mata Marco Mejia.

### Segunda temporada
Todos creem que Aurélio morreu naquela cama de hospital. Mas na verdade quem morreu foi um médico que estava no hospital no dia da operação, e o corpo dele foi "confundido" com o de Aurelio.
Aurelio Casillas retorna com a ajuda de sua amante inabalável Monica Robles e seu fiel irmão Victor "Chacorta" Casillas buscará retomar o voo e recuperar a cadeira do Capo De Capos, mas não é o único concorrente, pois agora José María "El Chema" Venegas procura reivindicar esse título e enviar de volta para o senhor dos céus a onde crer que deve estar.
Além disso, a agente solitária Leonor "La Colombiana" Ballesteros continua tentando prender Casillas, dessa vez sem a ajuda de seu companheiro de equipe Marcos Mejia, que foi morto por Heriberto Casillas. Ela terá o apoio do governador de Jalisco, sua filha Victoria Nevarez e de seu marido, Ignacio Miravalle. Ela terá que enfrentar a perigosa Elsa Marín, uma fiscal da República aliada com o Chema e que tem ambições políticas. Em uma história de tragédia e morte Aurelio terá de enfrentar uma longa, sangrenta e desgaste, pois com a morte de sua amada Ximena, o ataque contra seu sobrinho, seu amor fugaz por Victoria e com a sombra de Chema Venegas lhe perseguindo deverá regressar o voo ao seu céu precioso mas com a surpresa que sua filha Rutilla o fará avô de seu pior inimigo.

### Terceira temporada
Aurelio Casillas está na prisão sem saber se é dia ou noite, sendo espancado e torturado diariamente pelos soldados da Marinha, comandada por Marcado e Medardo, dois generais corruptos do corpo de segurança de Rodrigo Rivero e interessados na recompensa que seu rival El Chema pôs em sua cabeça. Mas quando o ambicioso agente da CIA, Tim Rowling vê uma maneira de escalar na organização oferece um acordo para Casillas: trabalhar para a lei, mas com a pressão de sua família ameaçada, o ataque sofrido por seu sobrinho Victor Casillas Jr, a vida que leva Rutilla, sua filha agora presa a Venegas que, com humilhação e abuso pagará o preço por sua vingança, seu filho e sua esposa Monica Robles procurados por toda a América e com a morte brutal de seu irmão "Chacorta" deverá ceder e ser liberado a qualquer preço. Mas a agente Ballesteros depois de ver o difícil e o número de baixas que sofreu para mantê-lo preso,  isso a desestabilizará, pois começará a se sentir atraída por Casillas, por isso deverá ceder e com sua nova família a amiga Julia Rowling e seu novo parceiro Omar Teran deve voltar a si e decidir qual o caminho escolher. Aurélio livre e com o retorno de velhos amigos como o deputado Silva, Don Feyo Aguilera e Lilo, o agente cubano e a obrigada entrada de Tijeras e juntos a nova geração de líderes do narcotráfico SuperJavi, Victor Jr deverá lutar em duas frentes o agora exilado Marcado que traiu a Venegas e fundou seu próprio grupo o Emes, e seu antigo rival Venegas iniciará uma longa guerra que irá acabar com um dos três. Mas Aurelio não é o único com problemas, porque Venegas será em uma encruzilhada entre o amor que tem com Rutila, a luta desesperada que leva contra Emes, a morte de seu agente Andrews, e a falta de atenção com seus negócios provocarão nele uma mentalidade que o fará tropeçar várias vezes terminando por trabalhar como no início. Mas o destino sempre dá voltas, o retorno de Esperanza Salvatierra, a rivalidade que surge com Dom Feyo devido a infidelidade de sua esposa Condessa e os últimos momentos de Mónica que o trai com Víctor que enfrenta a seu tio devido a uma decisão que Aurelio tomou, o vício de sua filha Luz Marina com as drogas e sua nova doença verá se é capaz de evitar que caia seu céu.

### Quarta temporada
No México depois de seis anos muda-se de governo, mas desta vez, por trás das cadeias de poder estão as mãos do criminoso mais hábil da história do país.
Aurelio Casillas, associado com estrategistas políticos, colocou com sucesso uma marionete de seus aliados no salão de Los Pinos, alcançando o status que tanto desejava: a cúpula do poder.
Mas nesta temporada não será a lei, mas seu próprio corpo que vai colocar limites para suas aspirações. Uma dura doença renal o obrigará a procurar pessoas com seu mesmo tipo sangue para encontrar um doador para o necessário transplante que lhe salvará a vida. Não encontrando compatibilidade com mnenhum dos seus parentes próximos, Aurelio deverá recorrer a esse longo prontuário de conquistas amorosas que há deixado plantadas pelo mundo,buscando a um filho perdido que possa ser a sua salvação.
E lá vai começar outra história, porque o grande conflito do Senhor do Céu, proprietário e patrão da terra, agora não só vai encontrar descendentes, mas enfrentar a crueldade e ambição para descobrir naqueles homens que carregam seu próprio DNA, em uma luta desordenada para sobreviver.
Lá fora, nesse mundo que Aurelio já sente conquistado, segue a luta para o controle de negócio da droga entre seu sobrinho Victor, agora em relação aberta com Monica Robles, sempre em combinação com a dupla guerrilha colombiana/ Cartel de los Soles dos generais venezuelanos e da linha de produção de Chema Venegas, associados ao Feyo Aguilera, Tijeras e El Oficial, um novo capo que conquistou toda a produção de matéria-prima na Colômbia, Equador e Peru para forçar todos a se curvar suas relações. Eles estão associados Dalvio Navarrete, o engenheiro, um construtor de túneis na fronteira com os Estados Unidos. Estes dois grupos concorrentes empreender uma luta feroz que, em grande parte, na Colômbia, uma vez que, no México, o boneco imposta pelo presidente Aurelio Casillas, declarou que a guerra travada por Morejon para cartazes, com o novo governo acabou.
Aurelio continuar lavagem de dinheiro através de seu amante, o banqueiro esperança Salvatierra, se aventurar em outras empresas, tais como petróleo, ouro e urânio, tudo ao mais alto nível, enquanto espera por um rim de doador que precisa parece ter re uma vida normal, e quando parece estar prestes a fazer, um grupo de pessoas honestas de vários países, que a vontade difícil montar uma luta corajosa contra a corrupção que tem gerado Aurelio toda a região e em todos os níveis surge.
No plano amoroso Aurelio, além das mães das crianças que se espalhou ao redor do mundo, e aparecem ao determinar quem pode ser o doador em potencial, que vai tentar reavivar as cinzas do relacionamento que teve com ele no passado, um outro personagem que vai duvidar Aurelio em sua decisão de ir com Esperanza como amante fixa aparece. Este é Amparo Rojas, a irmã do falecido Matilda, o ex-Chacorta, que veio para proteger Carlitos, filho Chacorta e Matilde procriar em seu relacionamento tempestuoso. Amparo negociar com Aurelio para deixar sozinho seu sobrinho e alterá-lo tão intensa enfermeiro especialista cuidado, vai dar apoio durante todo o processo de transplante. Neste processo, Amparo vai se tornar uma espécie de anjo da guarda Aurelio e avançou a história, decida, por sua vez, se ele está disposto ou não dar o seu corpo e sua vida inteira para repor capo.
Quando tudo parece seguir seu curso e total estabilidade ser alcançada no mundo dos negócios legais e ilegais Aurelio, quando parece que seus inimigos políticos têm sido humilhada, quando ele alisou as arestas com suas filhas e tudo está andando no plano da afetos subsidiárias e amando seu próprio ambiente vem o cataclismo que irá destruir toda a ordem da família e colocar todos os membros do clã Casillas decidir entre Aurélio e Victor, que tenta destronar o seu tio como o maior criminoso na história do México de todos os tempos. Quando Aurelio Bed mata Contreras, Emiliana filha decide vingar-se dele e fazê-lo amor e matá-lo. Mas logo ele cai em sua própria armadilha, e se apaixona, como Aurelio propõe casamento.

### Quinta temporada
Aurelio Casillas (Rafael Amaya) se retirou da ação e dos negócios para viver seu relacionamento com Emiliana Contreras (Vanessa Villela), sua última amante, em uma fazenda perto da montanha conhecida como Triângulo Dourado entre os estados de Sonora, Sinaloa e Durango, aparentemente. desfrutando de sua condição de "mortos" para as autoridades. No entanto, dentro de sua alma e em seu cérebro frio, ele se prepara porque sabe que em breve a guerra que está pendente com Víctor (Jorge Luis Moreno), seu sobrinho, começará em breve e um dos dois não voltará à vida. Será uma guerra até a morte que derramará muito sangue e não de outras pessoas, mas de sua própria família.
Mónica (Fernanda Castillo) ficou gravemente ferida desde o dia do casamento e já faz um tempo desde que acordou do coma que a mantinha à beira da morte. Enquanto Dona Alba (Lisa Owen), ela está em perigo quando os atacantes destroem o convento, onde ela ficou confinada há muito tempo, e usa seu filho para salvar sua pele e as freiras que estão em risco de estupro e morte. Victor, alheio a tudo o que aconteceu com Mónica e o resto de sua família, vive louco por não encontrar sua esposa. Raiva e rancor tomaram posse dele e ele tem o México mergulhado em horror e caos. Los Maras Salvatruchas e outras organizações emergentes sob seu comando, todas cruéis e cruéis, estão envolvidas no tráfico de drogas, seqüestros, pirataria e tráfico de pessoas, levando o governo a se declarar em situação de emergência. Seu colaborador leal, Superjavi (Alejandro López) decidiu se retirar para a Colômbia e operar a partir daí, porque sabe que não alcançará um bom fim se ficar ao lado de Victor e busca a aliança com Aurélio.
Enquanto isso, Ismael (Iván Arana) ocupou o cargo de conselheiro familiar Casillas e fará todo o possível para tentar unir sua família e, acima de tudo, alcançar uma trégua entre seu pai e seu primo. La Felina (Maricela González), que havia sido detida, avisa Emiliana, sua aliada, que ela será extraditada e resgatada para fazer dela parte de seu cartel, tudo atrás de Aurelio. Uma vez na rua, La Felina organiza um grupo de colombianos para apoiar Emiliana. Mónica, uma vez recuperada, ingressa no negócio novamente, montando seu próprio grupo, pronta para acabar com todo o passado de se juntar aos Casillas para ser libertada dessa armadilha do próprio coração. No entanto, Aurélio descobre a grande mentira de Emiliana e Lourdes (Ofelia Medina) e deve dar o motivo a Mónica, que sempre os confronta, e procurar uma aliança com ela que começará pelas estratégias de sua política de guerra, mas em muito pouco tempo tentará levá-lo para a cama, como ambos desejam, mas por orgulho negam.
Eles serão Aurélio e seus novos aliados, os cartazes da velha guarda, em união com os colombianos, que paradoxalmente salvarão o país de sua destruição total, diante do olhar impassível das autoridades. Quando a paz for alcançada, com a dor do seu próprio sangue derramado, ela procurará encerrar com Mónica a história que eles não terminaram, sem saber se isso é possível após tanta dor e tanta morte.

### Sexta temporada
Aurélio Casillas recuperou toda a fortuna perdida e finalmente sente a necessidade de se aposentar. Mas é hora de vingança, o ódio que ele semeou desde que vendeu sua alma ao demônio do narcotráfico agora está batendo à sua porta com o rosto e o sangue de muitas pessoas inocentes que ele destruiu. Aurélio entenderá que suas riquezas são uma ilusão e que, depois de ser o grande caçador que ele era, ele agora se tornará a presa. As mulheres que ele maltratou, os homens que ele traiu, os fantoches políticos que ele colocou no poder e até seus próprios filhos se voltarão contra ele.

### Sétima temporada
Na sétima temporada, para evitar cair nas mãos da justiça americana, Amado Leal "El Águila Azul", agora Amado Casillas (Matías Novoa), se entregou a Bernardo Castillo (José Sedek), secretário de Segurança do México. O comissário da DEA, Joe Navarro (Guy Ecker), fez todos os esforços para conseguir sua extradição. O que ele não sabe é que Baltazar Ojeda (Eduardo Santamarina), um agente da CIA, tem o plano de eliminar Amado antes, já que ele é o único que pode provar que dentro da organização em que ambos trabalhavam juntos, existe um esquema de corrupção e gestão obscura que põem em risco sua existência dentro dela e sua liberdade. Ele já foi transferido para uma prisão nos arredores do Estado do México e está prestes a ser levado ao aeroporto, sob rigorosas medidas de segurança, quando o cartel de Casillas tenta resgatá-lo e o próprio Baltazar Ojeda tenta matá-lo. Em meio a essa tensão e, paralelamente, sob a supervisão de Dona Alba (Lisa Owen) e de um médico especializado, eles tentam um procedimento arriscado para reviver Aurélio (Rafael Amaya).

## Elenco

### Principal
| Ator              | Personagem                      | Temporadas   | Temporadas   | Temporadas | Temporadas   | Temporadas   | Temporadas | Temporadas |
| Ator              | Personagem                      | T1           | T2           | T3         | T4           | T5           | T6         | T7         |
| ----------------- | ------------------------------- | ------------ | ------------ | ---------- | ------------ | ------------ | ---------- | ---------- |
| Rafael Amaya      | Amado Carrillo Fuentes          | Principal    | Principal    | Principal  | Principal    | Principal    |            |            |
| Ximena Herrera    | Ximena Letrán                   | Principal    | Principal    |            |              |              |            |            |
| Robinson Díaz     | Miltón Jiménez / El Cabo        | Principal    | Recorrente   |            |              | Participação |            |            |
| Raúl Méndez       | Víctor Casillas / Chacorta      | Principal    | Principal    |            |              |              |            |            |
| Gabriel Porras    | Marco Mejía                     | Principal    |              |            |              |              |            |            |
| Carmen Villalobos | Leonor Ballesteros              | Participação | Principal    | Principal  |              |              |            |            |
| Mauricio Ochmann  | José María "Chema" Venegas      | Participação | Principal    | Principal  |              |              |            |            |
| Fernanda Castillo | Mónica Robles                   | Recorrente   | Principal    | Principal  | Principal    | Principal    |            |            |
| Marlene Favela    | Victoria Navárez / La Gober     |              | Participação |            |              |              |            |            |
| Carmen Aub        | Rutila Casillas                 |              | Recorrente   | Principal  | Principal    | Principal    |            |            |
| Maritza Rodríguez | Amparo Rojas                    |              |              | Principal  | Principal    |              |            |            |
| Sabrina Seara     | Esperanza Salvatierra           |              |              | Recorrente | Principal    | Principal    |            |            |
| Vanessa Villela   | Emiliana Contreras              |              |              |            | Participação | Participação |            |            |
| Maricela González | Eunice Lara / La Felina         |              |              |            | Recorrente   | Principal    |            |            |
| Mariana Seoane    | Mabel Castaño / Ninón del Valle |              |              |            |              | Participação |            |            |
| Miguel Varoni     | Leandro Quezada                 |              |              |            |              | Participação |            |            |

### Recorrente
| Ator                   | Personagem                                     | Temporadas | Temporadas | Temporadas | Temporadas | Temporadas | Temporadas | Temporadas |
| Ator                   | Personagem                                     | 1          | 2          | 3          | 4          | 5          | 6          | 7          |
| ---------------------- | ---------------------------------------------- | ---------- | ---------- | ---------- | ---------- | ---------- | ---------- | ---------- |
| Erika de la Rosa       | Elsa Marín                                     |            |            |            |            |            |            |            |
| Andrés Parra           | Pablo Escobar                                  |            |            |            |            |            |            |            |
| Sara Corrales          | Matilde Rojas de Casillas                      |            |            |            |            |            |            |            |
| Arturo Barba           | Alí Benjumea "El Turco"                        |            |            |            |            |            |            |            |
| Lisa Owen              | Dona Alba Casillas                             |            |            |            |            |            |            |            |
| Juan Ríos              | General Daniel Jiménez Arroyo "El Letrudo"     |            |            |            |            |            |            |            |
| Róbinson Díaz          | Miltón Jiménez "El Cabo"                       |            |            |            |            |            |            |            |
| Tommy Vásquez          | Álvaro José Pérez "El Tijeras"                 |            |            |            |            |            |            |            |
| Angélica Celaya        | Eugenia Casas                                  |            |            |            |            |            |            |            |
| Sophie Gómez           | Irina Borodin "La Rusa"                        |            |            |            |            |            |            |            |
| Marco Pérez            | Guadalupe Robles "Lupe"                        |            |            |            |            |            |            |            |
| Fernando Solórzano     | Óscar Cadena                                   |            |            |            |            |            |            |            |
| Rocío Verdejo          | Doris de Jiménez                               |            |            |            |            |            |            |            |
| Fabián Peña            | Jesús Linares                                  |            |            |            |            |            |            |            |
| Emmanuel Orenday       | Gregorio Ponte                                 |            |            |            |            |            |            |            |
| Palmeira Cruz          | Lucilla                                        |            |            |            |            |            |            |            |
| Bianca Calderón        | Roxana Mondragón                               |            |            |            |            |            |            |            |
| Ángel Cerlo            | General Castro                                 |            |            |            |            |            |            |            |
| Arnoldo Picazzo        | Flavio Huerta                                  |            |            |            |            |            |            |            |
| Juan Ignacio Aranda    | Ramiro Silva de la Garza                       |            |            |            |            |            |            |            |
| Jorge Zárate           | Juan Villalobos                                |            |            |            |            |            |            |            |
| Javier Díaz Dueñas     | Don Anacleto "Cleto" Letrán                    |            |            |            |            |            |            |            |
| Manuela González       | Lorelai "Lay" Cadena                           |            |            |            |            |            |            |            |
| Alejandro de la Madrid | Ignacio Miravalle                              |            |            |            |            |            |            |            |
| Ari Brickman           | Jeremy Andrews "El Guero"                      |            |            |            |            |            |            |            |
| Carlos Torres Torrija  | Maximiliano "Max" Miravalle                    |            |            |            |            |            |            |            |
| Tomás Goros            | General Antonio Garnica                        |            |            |            |            |            |            |            |
| Surya Mcgregor         | Cecilia de Miravalle                           |            |            |            |            |            |            |            |
| Antonio de la Vega     | Santiago Echeverría                            |            |            |            |            |            |            |            |
| Miguel Melo            | Víctor Casillas Ramos Jr. (joven)              |            |            |            |            |            |            |            |
| Sahit Sosa             | Ernesto Gamboa Sánchez                         |            |            |            |            |            |            |            |
| Juan Luis Orendain     | Padre Lázaro Sánchez                           |            |            |            |            |            |            |            |
| Ausencio Cruz          | José Antonio Gutiérrez Velarde "Pepe Johnson"  |            |            |            |            |            |            |            |
| Toño Muñiz             | Coronel Marcelino Ramos                        |            |            |            |            |            |            |            |
| Irineo Alvarez         | Lic. Pedro Nevarez                             |            |            |            |            |            |            |            |
| Flavio Peniche         | "El bigotes"                                   |            |            |            |            |            |            |            |
| Carlos Gascón          | Iñaki Izarrieta                                |            |            |            |            |            |            |            |
| Sandra Díaz            | Irma Veracierta                                |            |            |            |            |            |            |            |
| Daniel Rascon          | "El Toro"                                      |            |            |            |            |            |            |            |
| Sergio Mur             | Timothy "Tim" Rawlings                         |            |            |            |            |            |            |            |
| Gala Montes            | Luz Marina "Luzma" Casillas (Adolescente)      |            |            |            |            |            |            |            |
| Manuel Balbi           | Rodrigo Rivero Lanz                            |            |            |            |            |            |            |            |
| Leonardo Daniel        | Alfredo Aguilera Toscano "El Feyo Aguilera"    |            |            |            |            |            |            |            |
| Jesús Moré             | Omar Terán                                     |            |            |            |            |            |            |            |
| Verónica Montes        | Belén Guerrero de Aguilera "La Condesa"        |            |            |            |            |            |            |            |
| Alejandro López        | El Super Javi                                  |            |            |            |            |            |            |            |
| Jorge Luis Moreno      | Víctor Casillas Ramos Jr.                      |            |            |            |            |            |            |            |
| Carlos Torres          | Enrique Morejón                                |            |            |            |            |            |            |            |
| Sandra Beltrán         | Julia Reyes de Rawlings                        |            |            |            |            |            |            |            |
| Viviana Serna          | Cristina Salgado                               |            |            |            |            |            |            |            |
| Sebastián Caicedo      | "El Tostao" Yepes / Eleazar Yepes              |            |            |            |            |            |            |            |
| Bárbara Singer         | Elisa Peña                                     |            |            |            |            |            |            |            |
| Edgardo González       | Lilo Planas/Lisandro Otero                     |            |            |            |            |            |            |            |
| Ofelia Guisa           | Diana                                          |            |            |            |            |            |            |            |
| Sebastián Ferrat       | Juan Antonio Marcado                           |            |            |            |            |            |            |            |
| Sebastián Urdiales     | Carlos "Carlitos" Casillas                     |            |            |            |            |            |            |            |
| Fernando Sarfatti      | Valentín Fons                                  |            |            |            |            |            |            |            |
| Alejandro Peniche      | Felipe Medardo                                 |            |            |            |            |            |            |            |
| Nestor Rodulfo         | Coronel Camilo Jaramillo                       |            |            |            |            |            |            |            |
| Alejandro Félix        | "El Chatarrero"                                |            |            |            |            |            |            |            |
| Ligia Petit            | Gloria                                         |            |            |            |            |            |            |            |
| Marco Zetina           | Doutor Ricardo Monteverde                      |            |            |            |            |            |            |            |
| Arnulfo Reyes          | Benjamín "El Espanto"                          |            |            |            |            |            |            |            |
| José Juan Meraz        | Ramón                                          |            |            |            |            |            |            |            |
| Alejandro Navarrete    | El Zopilote                                    |            |            |            |            |            |            |            |
| Plutarco Haza          | Dalvio "El Ingeniero" Navarrete                |            |            |            |            |            |            |            |
| Gabriel Coronel        | Armando Pérez Ricard                           |            |            |            |            |            |            |            |
| Christian Tappan       | Gustavo "El Oficial" Gaviria                   |            |            |            |            |            |            |            |
| Roxana Chávez          | Eva Ernestina Gallardo                         |            |            |            |            |            |            |            |
| Iván Tamayo            | Embaixador Jorge Elías Salazar                 |            |            |            |            |            |            |            |
| Marco Treviño          | Abel Terán                                     |            |            |            |            |            |            |            |
| Juan Pablo Franco      | Reyes ¨El Reyesito¨                            |            |            |            |            |            |            |            |
| Lorena del Castillo    | Oficial Evelyn García                          |            |            |            |            |            |            |            |
| Carlos D. Estrada      | Carlos Casillas Rojas "Carlitos" (adolescente) |            |            |            |            |            |            |            |
| Franklin Virguez       | Diosdado Carreño Arias                         |            |            |            |            |            |            |            |
| Gerardo Taracena       | El Chaman                                      |            |            |            |            |            |            |            |
| Christian Satin        | "El Roto"                                      |            |            |            |            |            |            |            |
| Wendy de los Cobos     | Aguasanta "La Tata" Guerra                     |            |            |            |            |            |            |            |
| Ivan Arana             | Ismael Casillas Guerra                         |            |            |            |            |            |            |            |
| Geraldine Zinat        | Amalia Ramírez                                 |            |            |            |            |            |            |            |
| Diego de Tovar         | Nicandro "Nicky" Casillas Limón                |            |            |            |            |            |            |            |
| Carlos Fonseca         | Nazareno Casillas Ramírez                      |            |            |            |            |            |            |            |
| Ivonne Montero         | Consuelo "Connie" Limón                        |            |            |            |            |            |            |            |
| Fernando Banda         | Vitaminas                                      |            |            |            |            |            |            |            |
| Ofelia Medina          | Lourdes                                        |            |            |            |            |            |            |            |
| Lambda García          | Nerio Perera                                   |            |            |            |            |            |            |            |

## Exibição
| Temporada | Temporada | Episódios | Exibição original       | Exibição original      |
| Temporada | Temporada | Episódios | Estreia da temporada    | Final de temporada     |
| --------- | --------- | --------- | ----------------------- | ---------------------- |
|           | 1         | 74        | 15 de abril de 2013     | 5 de agosto de 2013    |
|           | 2         | 84        | 26 de maio de 2014      | 22 de setembro de 2014 |
|           | 3         | 104       | 21 de abril de 2015     | 21 de setembro de 2015 |
|           | 4         | 80        | 28 de março de 2016     | 18 de julho de 2016    |
|           | 5         | 95        | 20 de junho de 2017     | 2 de novembro de 2017  |
|           | 6         | 99        | 8 de maio de 2018       | 24 de setembro de 2018 |
|           | 7         | 75        | 14 de outubro de 2019   | 31 de janeiro de 2020  |
|           | 8         | 88        | 17 de janeiro de 2023   | 22 de maio de 2023     |
|           | 9         | 94        | 13 de fevereiro de 2024 | 26 de junho de 2024    |

Tal como acontece com a maioria de suas outras telenovelas, a Telemundo transmite legendas em inglês como legendas em CC3. Desde sua estreia, El Señor de los Cielos é exibida no horário das 22h (21h para a região Central dos Estados Unidos):
A 1.ª temporada foi exibida entre 15 de abril e 5 de agosto de 2013, substituindo El rostro de la venganza e sendo substituída por Santa diabla.
A 2.ª temporada foi exibida entre 26 de maio e 22 de setembro de 2014, substituindo Camelia la texana e sendo substituída pela 1.ª temporada de Señora Acero.
A 3.ª temporada foi exibida entre 21 de abril e 21 de setembro de 2015, substituindo Dueños del paraíso e sendo substituída pela 2.ª temporada de Señora Acero.
A 4.ª temporada foi exibida entre 28 de março e 18 de julho de 2016, substituindo La querida del Centauro e sendo substituída pela 3.ª temporada de Señora Acero.
A 5.ª temporada foi exibida entre 20 de junho e 2 de novembro de 2017, substituindo El Capo e sendo substituída pela 4.ª temporada de Señora Acero.
A 6.ª temporada foi exibida entre 8 de maio e 24 de setembro de 2018, substituindo Enemigo íntimo e sendo substituída por El Recluso.
A 7.ª temporada foi exibida entre 14 de outubro de 2019 e 31 de janeiro de 2020, substituindo No te puedes esconder e sendo substituída por Operación pacífico.
A 8.ª temporada foi exibida entre 17 de janeiro e 22 de maio de 2023, substituindo La reina del Sur 3 e sendo substituida Vuelve a Mí.
A 9.ª temporada foi exibida entre 13 de fevereiro e 26 de junho 2024, substituindo Juego de mentiras e sendo substituida El Conde: Amor y honor.

### No Brasil
Em dezembro de 2017, a Rede Bandeirantes comprou a telenovela para ser exibida no Brasil. A primeira temporada foi exibida pela Rede Bandeirantes entre 29 de março e 27 de dezembro de 2018, substituindo O Sócio,  nas noites de quinta, às 22h30 as 00h15.
Está sendo reprisada desde 1 de julho de 2019 de segunda a sexta logo após o Jornal da Noite.

## Audiência
No primeiro episódio a telenovela obteve 2,3 milhões de telespectadores. No episódio final da primeira temporada obteve 3,7 milhões de telespectadores, convertendo-se assim em uma das telenovelas com mais audiência em 2013 dentro de seu horário no canal Telemundo.
| Temporadas | Episódios | Horário                             | Transmissão original  | Transmissão original   | Transmissão original | Rank | Telespectadores (em milhões) |
| Temporadas | Episódios | Horário                             | Estreia               | Final                  | Temporada na TV      | Rank | Telespectadores (em milhões) |
| ---------- | --------- | ----------------------------------- | --------------------- | ---------------------- | -------------------- | ---- | ---------------------------- |
| 1          | 74        | Primeira à Sétima Temporada 10pm/9c | 15 de abril de 2013   | 5 de agosto de 2013    | 2013                 | #1   | 2.300.000                    |
| 2          | 84        | Primeira à Sétima Temporada 10pm/9c | 27 de maio de 2014    | 22 de setembro de 2014 | 2014                 | #1   | 1.295.000                    |
| 3          | 104       | Primeira à Sétima Temporada 10pm/9c | 21 de abril de 2015   | 21 de setembro de 2015 | 2015                 | #1   | 1.459.000                    |
| 4          | 80        | Primeira à Sétima Temporada 10pm/9c | 28 de março de 2016   | 18 de julho de 2016    | 2016                 | #1   | 1.968.000                    |
| 5          | 95        | Primeira à Sétima Temporada 10pm/9c | 20 de junho de 2017   | 2 de novembro de 2017  | 2017                 |      |                              |
| 6          | 99        | Primeira à Sétima Temporada 10pm/9c | 8 de maio de 2018     | 24 de setembro de 2018 | 2018                 |      |                              |
| 7          | 75        | Primeira à Sétima Temporada 10pm/9c | 14 de outubro de 2019 | 31 de janeiro de 2020  | 2019-2020            | #1   | 1.300.000                    |

## Prêmios e indicações
| 2013 | Premios Tu Mundo            |                                  |                               |          |
| 2013 | Premios Tu Mundo            | Novela do Ano                    | El Señor de los Cielos        | Indicado |
| 2013 | Premios Tu Mundo            | Ator Principal Favorito          | Rafael Amaya                  | Indicado |
| 2013 | Premios Tu Mundo            | Atriz Principal Favorita         | Ximena Herrera                | Indicado |
| 2013 | Premios Tu Mundo            | O Melhor Bad Boy                 | Robinson Diaz                 | Venceu   |
| 2013 | Premios Tu Mundo            | A Melhor Bad Girl                | Fernanda Castillo             | Indicado |
| 2013 | Premios Tu Mundo            | A Melhor Bad Girl                | Sara Corrales                 | Indicado |
| 2013 | Premios Tu Mundo            | Melhor Atriz Coadjuvante         | Angélica Celaya               | Indicado |
| 2013 | Premios Tu Mundo            | Melhor Ator Coadjuvante          | Raúl Méndez                   | Indicado |
| 2013 | Premios Tu Mundo            | O Casal Perfeito                 | Rafael Amaya e Ximena Herrera | Indicado |
| 2013 | Premios People en Español   |                                  |                               |          |
| 2013 | Melhor Atriz                | Ximena Herrera                   | Indicado                      |          |
| 2013 | Melhor Ator                 | Rafael Amaya                     | Indicado                      |          |
| 2013 | Melhor Antagonista Feminina | Fernanda Castillo                | Indicado                      |          |
| 2013 | Melhor Atriz Coadjuvante    | Carmen Villalobos                | Indicado                      |          |
| 2013 | Melhor Novela               | El Señor de los Cielos           | Indicado                      |          |
| 2014 | Miami Life Awards           |                                  |                               |          |
| 2014 | Miami Life Awards           | Melhor Protagonista Masculino    | Rafael Amaya                  | Indicado |
| 2014 | Miami Life Awards           | Melhor Protagonista Feminina     | Ximena Herrera                | Indicado |
| 2014 | Premios Tu Mundo            |                                  |                               |          |
| 2014 | Novela do Ano               | El Señor de los Cielos           | Indicado                      |          |
| 2014 | Ator Principal Favorito     | Rafael Amaya                     | Venceu                        |          |
| 2014 | Atriz Principal Favorita    | Carmen Villalobos                | Indicado                      |          |
| 2014 | O Melhor Bad Boy            | Mauricio Ochmann                 | Indicado                      |          |
| 2014 | A Melhor Bad Girl           | Fernanda Castillo                | Indicado                      |          |
| 2014 | Melhor Ator Coadjuvante     | Raúl Méndez                      | Indicado                      |          |
| 2014 | O Casal Perfeito            | Fernanda Castillo e Rafael Amaya | Indicado                      |          |
| 2014 | ¡Qué papacito!              | Rafael Amaya                     | Indicado                      |          |